# Editorial Germania
Editorial Germania és una empresa editorial amb seu a Alzira (Ribera Alta), fundada pel poeta Antoni Martínez Peris junt a altres persones el 2000. Ha publicat, entre d'altres, traduccions d'obres de l'anglès, francès i alemany. El 2012 el director de l'editorial era el poeta Manel Alonso i Català. L'octubre de 2014 li va aparèixer una escissió anomenada Neopàtria.
Ha publicat les col·leccions: Mil Poetes i un País, Parotet i Plaerdemavida, les quals comprenen obres d'autors com el propi director Manel Alonso, Amadeu Lleopart, Francesc Mompó, Manel Rodríguez-Castelló, Pasqual Mas, Francesc Pou o Tirupathamma Rakhi.